# Garrapiñada (cacahuete)

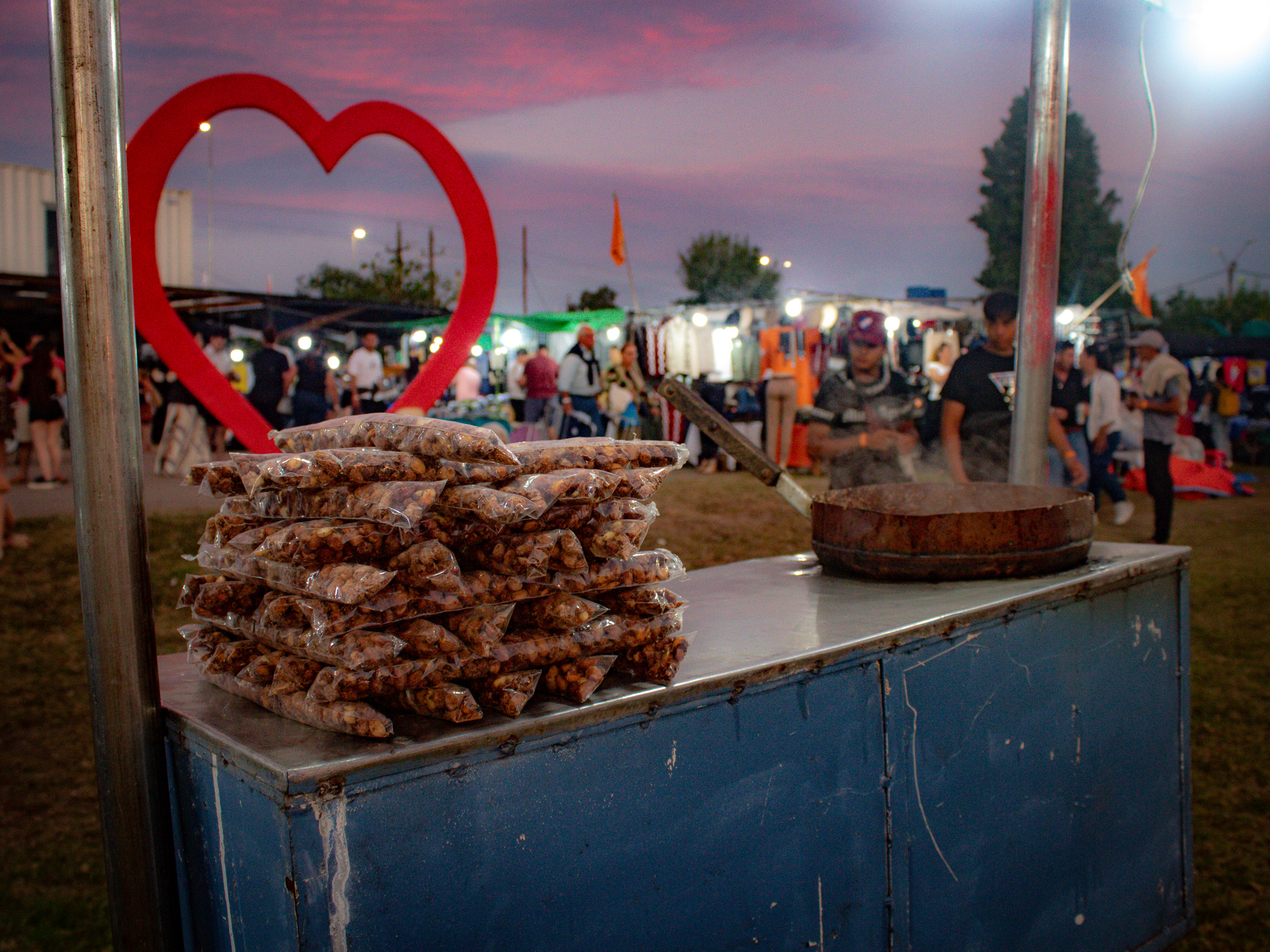
Puesto de garrapiñada en Festival Dulce Corazón del Canto, Pan de Azúcar, Uruguay. Febrero 2025.

La garrapiñada, garrapiñada de cacahuate, garrapiñado, garapiñado, maní dulce o maní confitado  es un snack dulce elaborado con cacahuate (también conocido como maní) pelado, azúcar y esencias (usualmente de vainilla). El almíbar resultante del proceso de cocción, se reduce hasta crear el fenómeno llamado «de inversión del azúcar». O sea, que esta se cristaliza nuevamente,  pero queda escarchada sobre el cacahuate cubriendo así toda su superficie. Luego se carameliza, creando la textura dulce y crocante que lo caracteriza. El nombre de este dulce deriva de «garapiñar», que significa «bañar golosinas en el almíbar que forma grumos».
La elaboración de esta golosina o snack es compleja por sus cualidades y necesita quedar a un punto especifico para que sea crocante por el caramelo y suave en su interior por el mani o cacahuete que se encuentra dentro de la golosina; Para llegar a esto la mayoría de vendedores ambulantes se encargan de elaborarlo sobre una olla de cobre para que el caramelo se cristalice sobre el mani y no sobre la olla. 
De acuerdo a la Encyclopedia of American Food and Drink los antiguos egipcios ya preservaban las nueces y frutas con miel. Asimismo, Alan Davidson en Oxford Companion to Food, señala que «el turrón de cacahuate es un dulce simple y antiguo y se elabora desde hace siglos en muchos países». Es muy similar a algunos tipos de nueces con miel, como el croquant de Provenza hecho con azúcar, miel y almendras o el croccante italiano con azúcar, manteca y almendras. Elaboraciones similares con nueces, pistachos, almendras, castañas de cajú o semillas de sésamo son muy populares en el mundo árabe. De acuerdo con Stuart Berg Flexner «a fines de los años 1850 la gente (en los Estados Unidos) hablaba sobre caramelos de cacahuate, caramelos de melaza y cacahuate o turrón de cacahuate».

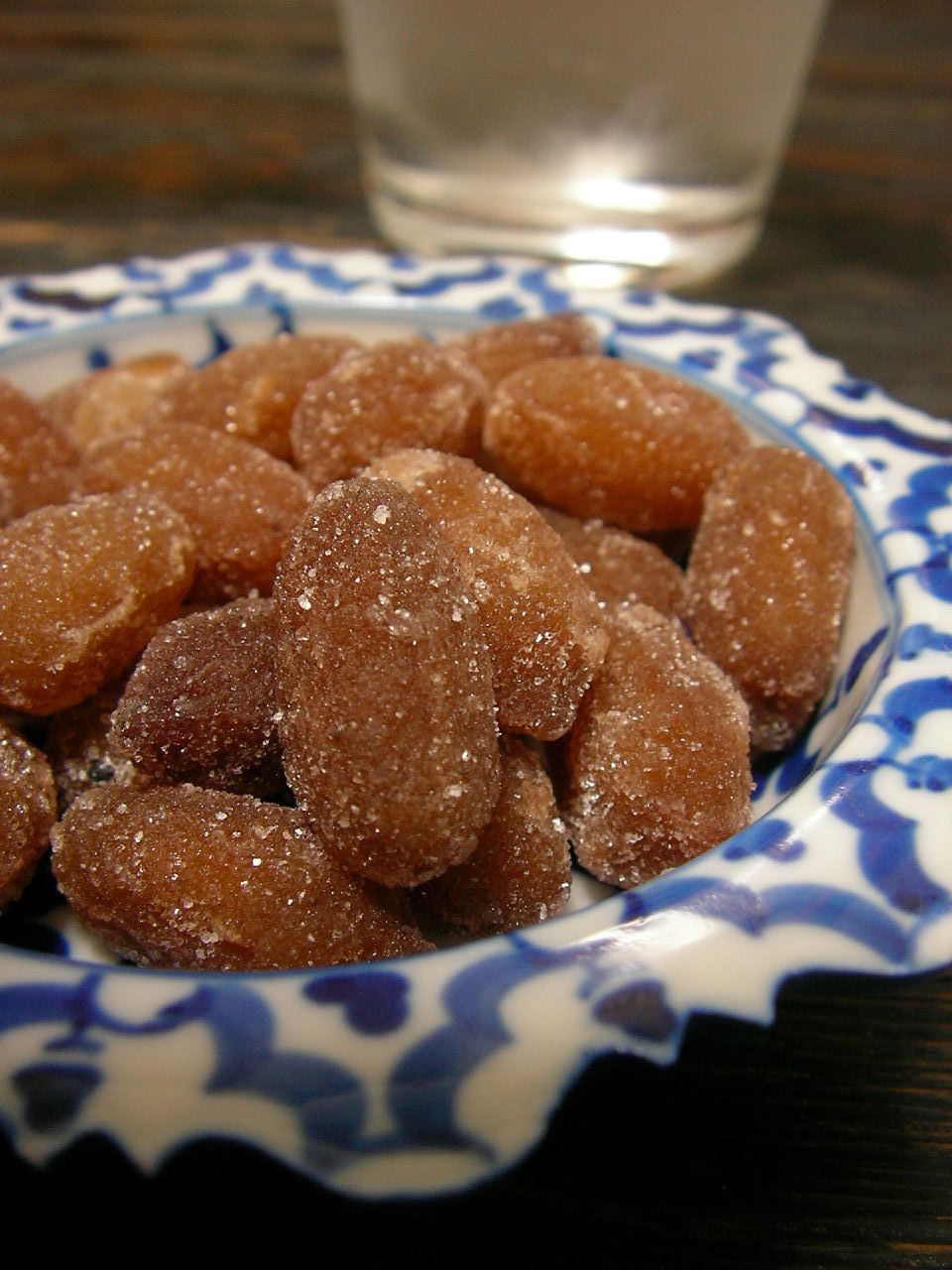
Amanattō de cacahuate.

La primera receta de garapiñada conocida (peanut candy) es la de Emma Paddock Telford en su libro de 1908 The Evening Telegram Cook Book, aunque, en rigor, difiere del snack en que no llevaba vainilla y recomendaba dejar enfriar los cacahuates caramelizados para luego cortarlos en cuadrados.
La garrapiñada es muy común en países de Hispanoamérica como Argentina, Ecuador, Perú, Chile, México y Uruguay donde se vende en pequeños paquetes por vendedores en la calle o supermercados, mayoritariamente en las estaciones de otoño e invierno o (en Argentina y Uruguay) en diciembre para Navidad. En otros países también se consumen con variantes en su elaboración. En Japón se elabora el amanattō, un dulce tradicional originalmente elaborado con judías azuki, aunque hay versiones de amanattō de cacahuate. En Asia son populares algunas recetas de halva con cacahuate entero cocido con azúcar de palma. 
Si bien la garapiñada se elabora a partir del cacahuate, se puede hacer a partir de cualquier fruto seco o semilla. En España son comunes las almendras garrapiñadas.
En julio de 2023 la garrapiñada fue colocada en el puesto 8 de la lista de los mejores dulces callejeros del mundo, elaborada por el sitio especializado en culinaria TasteAtlas.